# Nenci
I nenci o nenezi o nenec (in nenec ненёця /nenëtsja/ = uomo; in russo ненцы, nency) sono una popolazione indigena della Russia di origine samoieda. Secondo gli ultimi dati Census del 2002, nella Federazione Russa sono oggi presenti 41.302 Nenezi, la maggior parte dei quali stanziati in Jamalia e Nenezia. La loro lingua è il nenec (o nenets), utilizzata nella letteratura locale e insegnata nei distretti scolastici delle richiamate regioni.

## Storia

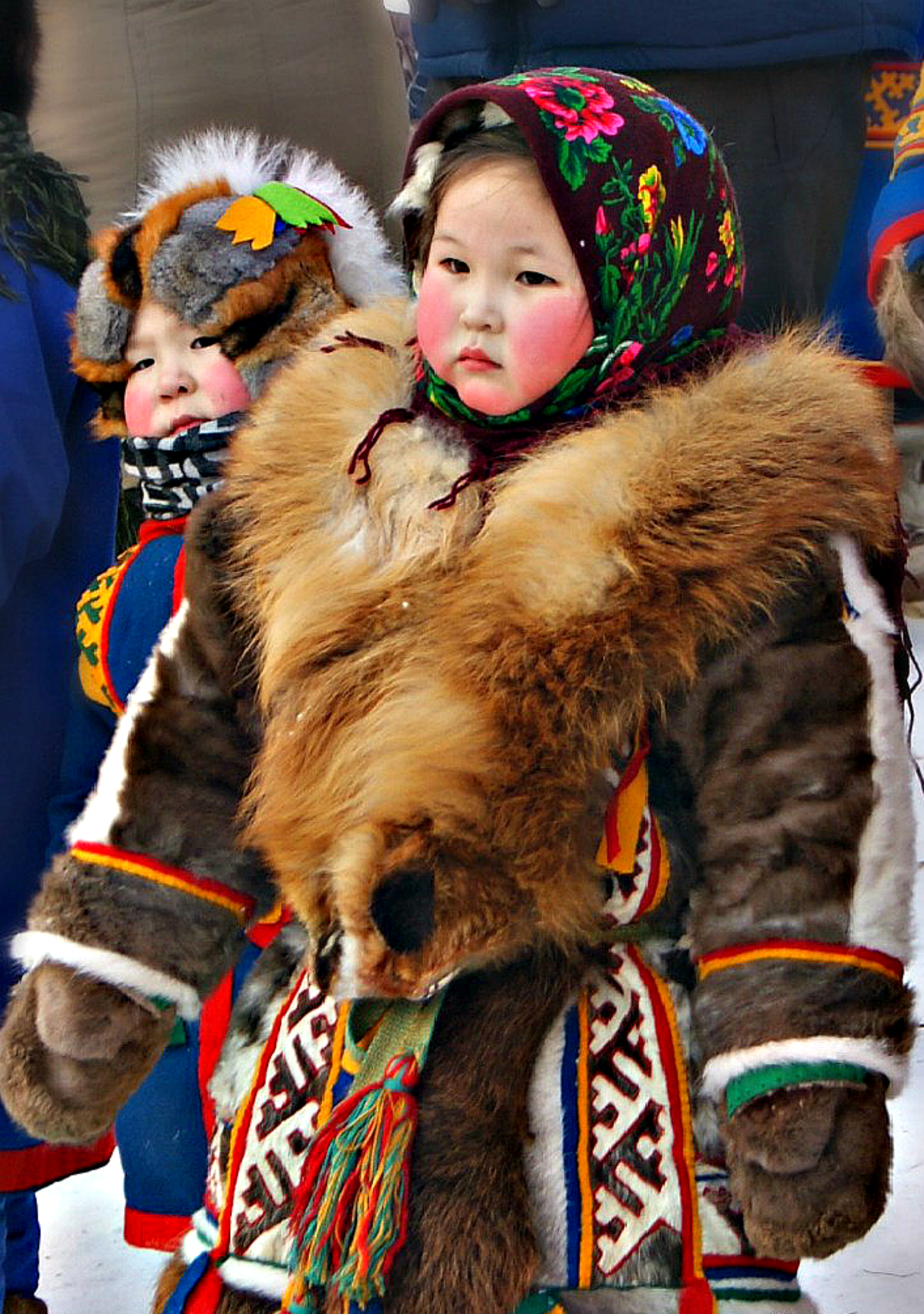
Foto raffigurante una bambina.

I Nenezi si dividono in due gruppi distinti, la cui differenziazione si basa essenzialmente sulle diverse attività economiche praticate: i Nenezi della Tundra (stanziati nel nord) traggono il proprio sostentamento dall'allevamento delle renne mentre i Chandejar o Nenezi della Foresta vivono invece di caccia e pesca. Un terzo gruppo, i Nenezi Kominized (gente di Jaran) è emerso come il risultato dei matrimoni tra Nenezi e membri della tribù Ižma, di etnia Komi.
Alcuni storici ritengono si siano separati dal ceppo uralico intorno al 3000 a.C. e che in seguito si siano spostati verso est dove si mescolarono con popolazioni di origine altaica intorno al 200 a.C. Coloro che rimasero in Europa furono assoggettati dai russi nel XIII secolo e furono presto assorbiti da tale etnia, ma i gruppi che si spostarono nel lontano est siberiano non entrarono in contatto con tale civiltà almeno fino al XIV secolo. All'inizio del XVII secolo tutti i Neneti si trovavano sotto l'egida dello Stato russo.
Le tribù che si spostarono più a oriente si stabilirono nella tundra della Penisola di Kanin e fra le foreste che si stendono tra l'Ob' e lo Enisej. Qui alcuni si stanziarono in piccole comunità di coltivatori, altri continuarono le loro attività di caccia, pesca e (almeno per quel che concerne i Nenezi della Tundra) allevamento di renne, da cui ancora oggi ricavano la loro tipica pelliccia detta malica. Selezionarono il cane samoiedo affinché fosse adatto al traino di slitte e al ruolo di "cane pastore". Riuscirono ad adattare così bene tale razza alle condizioni climatiche sfavorevoli che, in seguito, il samoiedo fu utilizzato nelle spedizioni polari dagli esploratori europei.
All'inizio del '900, con il progredire delle comunicazioni, i Nenci persero gradualmente il proprio isolamento dal resto del mondo. In tale periodo venne introdotto dai mercanti russi l'alcool, il cui uso smodato provocò un progressivo degrado nello stile di vita indigeno. Oltre a tali conseguenze i Nenci, poco abituati a confrontarsi economicamente con l'esterno, contrassero grossi debiti con tali mercanti, debiti che poi si tramandavano di generazione in generazione, impoverendo oltremisura la popolazione.
Dopo la Rivoluzione russa, il governo sovietico costrinse i nomadi Nenezi a stanziarsi, velocizzando in tal modo il processo di assimilazione: la vicinanza fisica con le altre etnie e l'istruzione scolastica impartita ai giovani (secondo un decreto del 1957 l'amministrazione si assumeva l'onere inderogabile di crescere culturalmente i bambini fino alla maturità) finirono per provocare una profonda erosione nell'identità culturale della popolazione samoieda. A questo si deve aggiungere che la progressiva industrializzazione della zona dove abitano e il progressivo ridursi dei pascoli delle renne hanno forzatamente costretto molti membri di tale popolazione a emigrare o a dedicarsi ad altre attività, soprattutto come operai nelle industrie chimiche o petrolifere (secondo recenti stime il 41 % della popolazione). A causa di questo sradicamento l'aspettativa di vita, anche a causa dei suicidi, si attesta oggi intorno ai 45 anni. Se da un lato questo non può che considerarsi un risvolto negativo dall'altro è opportuno rilevare che lo sviluppo di nuove professioni ha portato alcuni membri della comunità a distinguersi in vari campi: Konstantin Pankov, ad esempio, è un pittore noto in tutta la Russia.

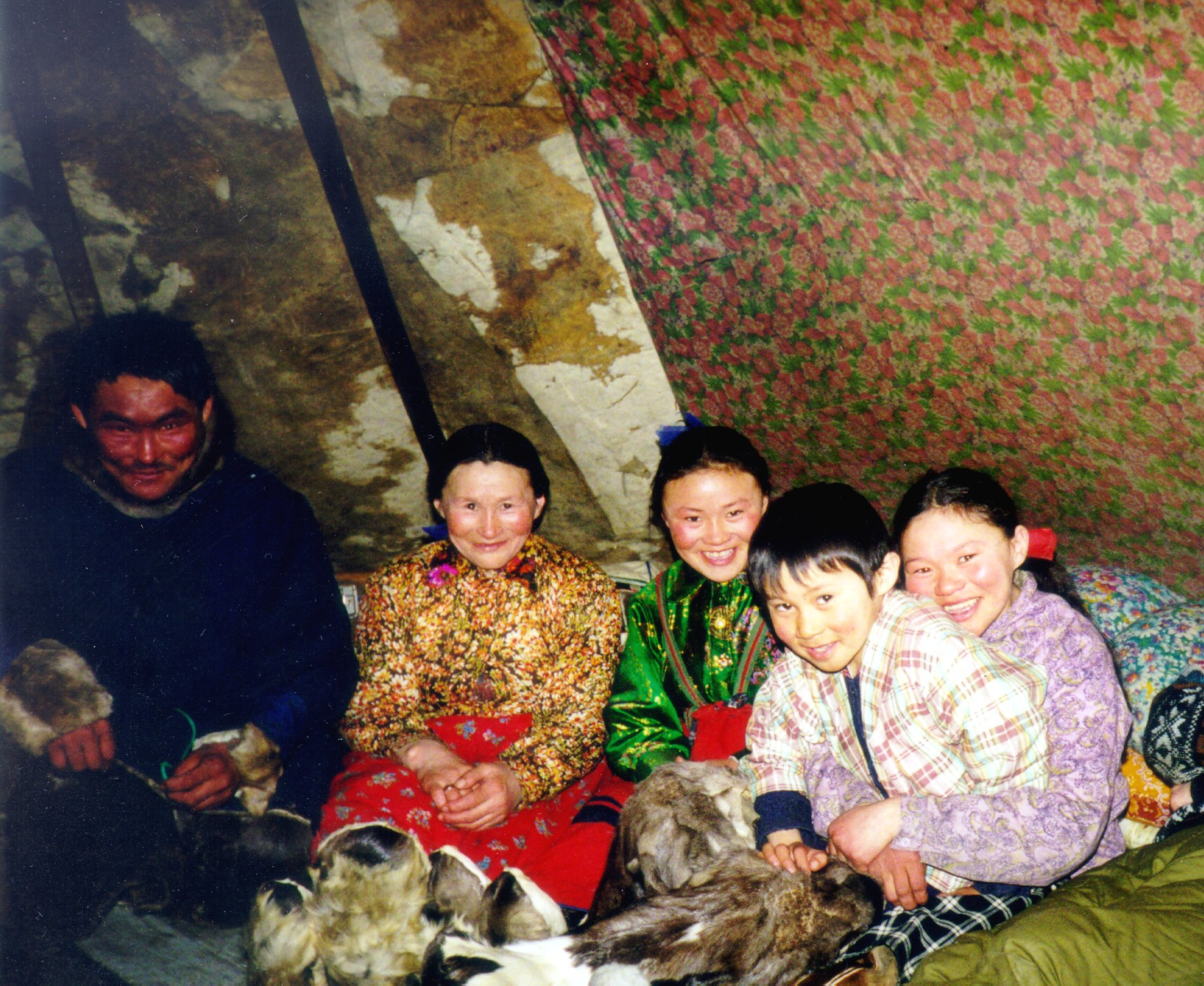
Famiglia di Nenci all'interno di un čum

## Religione
Seppur fortemente influenzato dal cristianesimo ortodosso, lo sciamanesimo dei Nenezi si è tuttavia preservato fino al XXI secolo. A capo della nutrita schiera di dei e di spiriti venerati vi è Num, il Dio supremo che dimora in tutti gli elementi naturali e integra in sé ogni fenomeno atmosferico. Privo di forma e mai raffigurato, è adorato in modo particolare dai Nenezi della tundra che due volte l'anno, nel corso delle feste di primavera e autunno, sono soliti immolargli in dono grandi renne bianche. Tra le tribù dei Nenezi convertite al cristianesimo l'antico Dio dei padri è stato sostituito dalla figura di San Nicola, da loro chiamato Mikkulai, oggetto di profonda venerazione.
A governare il mondo dei morti è o Nga, figlio di Num, o colei che in alcune raffigurazioni è indicata come la "vecchia della terra". Vi sono poi la grande varietà degli spiriti sovrani della terra e degli spiriti sovrani delle acque che pervadono gli esseri viventi, tra i quali sono particolarmente venerati quelli che, per la loro funzione di preda o di predatore, influiscono in modo significativo sulla vita quotidiana della tribù. Così tra le tribù Chandejar si verifica un'adorazione particolare lo spirito del pesce, a causa della grande importanza che questo alimento ha nel nutrimento giornaliero. I Nenci della Tundra venerano lo spirito orso (la cui testa, quando ucciso, è solitamente issata sopra un albero) e il lupo, grande predatore di renne. Lo sciamano, chiamato Tadibja, è solito costruire statuette in legno raffiguranti animali le quali, catturando in sé lo spirito di ciò che viene raffigurato, propiziano la caccia e la pesca.
Oltre a questi spiriti sono presenti anche quelli del focolare (haehe) i quali, raffigurati sopra statuette antropomorfe in legno e in pietra, hanno un preciso posizionamento nelle abitazioni samoiede e la cui importanza e tale da farle trasmettere in eredità da padre in figlio.
Per quel che concerne la vita ultraterrena i Nenci, influenzati dal cristianesimo, credono nella presenza di un'"anima respiro" che, dopo la morte, o scompare nel nulla o sale al cielo.